# Атейна Байлон
Атейна Байлон (ісп. Atheyna Bylon; 6 квітня 1989) — панамська боксерка, призерка Олімпійських ігор 2024, чемпіонка світу і Південноамериканських ігор.

## Аматорська кар'єра
2013 року досягла перших успіхів, коли стала чемпіонкою Центральноамериканських ігор і чемпіонкою Центральної Америки.
2014 року стала срібним призером Південноамериканських ігор, а потім перемогла на чемпіонаті Центральної Америки. На чемпіонаті світу 2014, здобувши п'ять перемог, сенсаційно стала чемпіонкою.
На чемпіонаті світу 2016 програла в першому бою Андреї Бандейра (Бразилія).
Не зуміла кваліфікуватися на Олімпійські ігри 2016, але отримала wildcard, що дозволило їй взяти участь в Олімпіаді. На Олімпійських іграх 2016 знов програла в першому бою Андреї Бандейра (Бразилія).
На Південноамериканських іграх 2018 стала чемпіонкою.
На чемпіонаті світу 2019 програла в другому бою Наомі Грем (США).
На церемонії відкриття Олімпійських ігор 2020 була прапороносцем збірної Панами. В змаганнях перемогла Кейтлін Паркер (Австралія) і програла Лорен Прайс (Велика Британія).
На чемпіонаті світу 2022 завоювала срібну медаль, програвши у фіналі Таммарі Тібо (Канада).
На Південноамериканських іграх 2022 стала чемпіонкою.
На чемпіонаті світу 2023 програла в другому бою Кейтлін Паркер (Австралія).
На Панамериканських іграх 2023, програвши у фіналі Таммарі Тібо (Канада), завоювала срібну медаль.
На Олімпійських іграх 2024 завоювала срібну медаль.
- В 1/8 фіналу перемогла Валентину Хальзову (Казахстан) — 4-1
- У чвертьфіналі перемогла Ельжбету Вуйцік (Польща) — 3-2
- У півфіналі перемогла Сінді Нгамба (Збірна біженців) — 4-1
- У фіналі програла Лі Цянь (Китай) — 1-4